# Rockdale County
Rockdale County is een county in de Amerikaanse staat Georgia.
De county heeft een landoppervlakte van 338 km² en telt 70.111 inwoners (volkstelling 2000). De hoofdplaats is Conyers.
In de county ligt het Panola Mountain State Park met de berg Panola Mountain.

## Bevolkingsontwikkeling

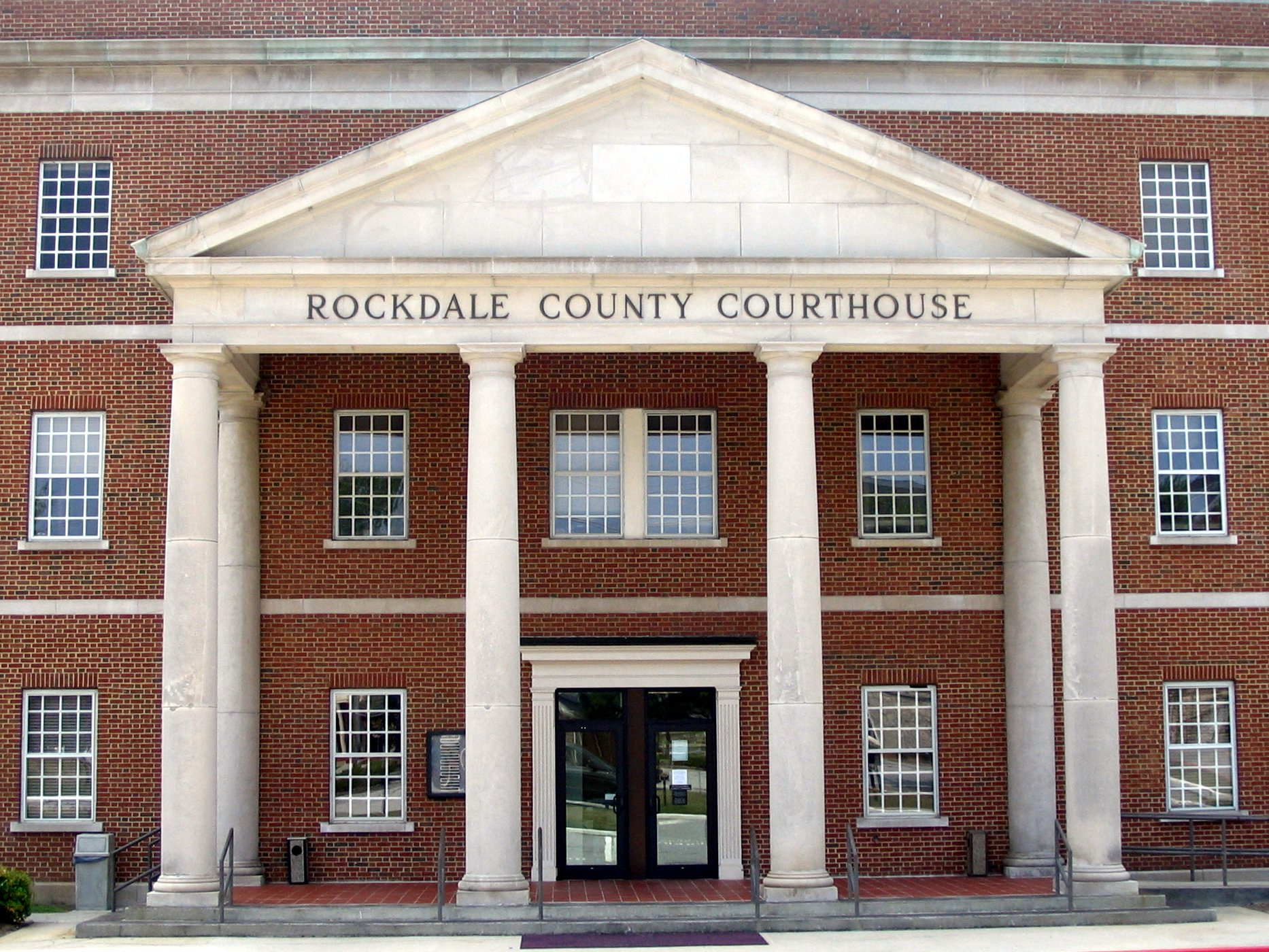
Rockdale County Courthouse